# Quận Cottle, Texas
Quận Cottle (tiếng Anh: Cottle County) là một quận trong tiểu bang Texas, Hoa Kỳ. Quận lỵ đóng ở thành phố Paducah6. Dân số năm 2000 là 1904 người.